# Станіслав Юзеф Фредро
Станіслав Юзеф Фредро (пом. 1724) — польський шляхтич, військовик, урядник Речі Посполитої. Дідич Ходновичів.

## Біографія
Батько — Анджей Максиміліан Фредро, матір — його дружина Катажина Ґідзіньська з Ґідна г. Правдич, донька ловчого коронного.
Спокійний, не мав намірів зробитися дуже відомим. 1699 року працював в комісії щодо перебрання Кам'янця-Подільського від турків. Під час Північної війни був прихильником Авґуста ІІ. На раді в Ярославі (червень 1711 року) був солідарним з сенаторами, які не хотіли війни з Портою; разом з Феліціяном Черміньським радив переказати справи «згромадженим станам». У вересні 1714 через зловживання Сасів почав скуповувати маєтки в Руському воєводстві, але за сприяння куявського біскупа Константія Шанявського 1715 року знову став «лояльним обивателем». 1720 року брав участь в діяльності комісії щодо кордону з Портою.
1702 року отримав від старшого брата Єжи Богуслава посаду — львівський каштелян, на якій перебував до смерті.
Дідич Куп'ятичів, Даровичів, Ярославичів.
Дружина — Барбара Сємяновська, хорунжанка сандомирська (за Бонецьким, Барбара Сенявська); мали 2 доньки. Дружина по його смерті вийшла за старосту уйського, пілзенського Станіслава Нарамовського.